# Джерело № 7 (Косівська Поляна)
Джерело № 7 — гідрологічна пам'ятка природи місцевого значення. Об'єкт розташований на території Рахівського району Закарпатської області, с. Косівська Поляна, ДП «Великобичківське ЛМГ», Косівсько-полянське лісництво, урочище «Лопухи», квартал 23, виділ 3,.
Площа — 0,5 га, статус отриманий у 1984 році.